# Фала (Селниця-об-Драві)
Фала (словен. Fala) — поселення в общині Селниця-об-Драві, Подравський регіон‎, Словенія.